# Nuevo (singolo)
Nuevo è un singolo della cantante italiana Laura Pausini, pubblicato il 5 luglio 2018 come secondo estratto dal tredicesimo album in studio Hazte sentir in Spagna, America Latina, Nord America, Svizzera, Belgio, Germania e Francia.

## Descrizione
Seconda traccia dell'album (e della corrispettiva versione italiana Fatti sentire), il testo è interamente in lingua spagnola ed è stato scritto da Laura Pausini e Yoel Henriquez, mentre le musiche sono state curate da Daniel Vuletic. Al coro del brano ha partecipato Gaetano Moragas, un ragazzo iscritto al Fan Club ufficiale Laura 4U scelto attraverso un concorso canoro tenutosi alla festa del Raduno dei Fan a Rimini il 16 settembre 2017.

Riguardo al brano, la stessa Pausini ha dichiarato: 
L'interpretazione di Nuevo dal vivo al Circo Massimo di Roma (21 luglio 2018) viene inserita nel DVD di Fatti sentire ancora /Hazte sentir más del 2018.

## Video musicale
Il videoclip è stato diretto da Nuno Gomes e reso disponibile il 5 luglio 2018 attraverso il canale YouTube della Warner Music Italy.

## Pubblicazioni
Nuevo (insieme alla versione strumentale) viene pubblicato nel box The Singles Collection - Volume 4 edito dalla Atlantic Records nel 2019, commercializzato attraverso il fan club ufficiale dell'artista Laura4u.

## Novo
Il 15 marzo 2018 è stata pubblicata per il download digitale e per le radio brasiliane una versione in lingua portoghese (con alcune parti in lingua spagnola) del brano, intitolata Novo ed estratta come secondo singolo nell'edizione brasiliana di Fatti sentire.
Tale versione, adattata dalla stessa Pausini e caratterizzata da alcune parti in lingua spagnola, presenta inoltre la partecipazione vocale del duo musicale brasiliano Simone & Simaria.
L'8 giugno 2018 è stata pubblicata una seconda versione digitale del singolo composta da quattro tracce: oltre al duetto con Simone & Simaria, sono presenti un remix del duetto in versione sertaneja, la versione solista completamente in lingua portoghese di Novo e la versione solista in lingua spagnola di Nuevo. La versione solista di Novo viene poi pubblicata sulla riedizione dell'album intitolata Fatti sentire ancora uscita il 7 dicembre 2018 in Brasile.

### Video musicale
Il video, diretto da João Monteiro e Fernando Moraes e girato a febbraio 2018 in Brasile, è stato reso disponibile il 30 marzo 2018 attraverso il canale YouTube della Warner Music Italy.

### Tracce
Download digitale – 1ª versione
1. Novo (feat. Simone & Simaria) – 4:12 (testo: Laura Pausini, Yoel Henriquez – adattamento portoghese: Laura Pausini – musica: Daniel Vuletic)

Download digitale –  2ª versione
1. Novo (feat. Simone & Simaria) – 4:12 (testo: Laura Pausini, Yoel Henriquez – adattamento portoghese: Laura Pausini – musica: Daniel Vuletic)
2. Novo (feat. Simone & Simaria) (Sertaneja Remix) – 4:11 (testo: Laura Pausini, Yoel Henriquez – adattamento portoghese: Laura Pausini – musica: Daniel Vuletic)
3. Novo – 4:12 (testo: Laura Pausini, Yoel Henriquez – adattamento portoghese: Laura Pausini – musica: Daniel Vuletic)
4. Nuevo – 4:12 (testo: Laura Pausini, Yoel Henriquez – musica: Daniel Vuletic)